# Conus ziczac
Espèce
Conus ziczac est une espèce de mollusques gastéropodes marins de la famille des Conidae.
Comme toutes les espèces du genre Conus, ces escargots sont prédateurs et venimeux. Ils sont capables de « piquer » les humains et doivent donc être manipulés avec précaution, voire pas du tout.

## Description
La taille de la coquille varie entre 8 mm et 9 mm. La coquille, plutôt solide, est brun jaunâtre clair, ornée de grandes taches blanches irrégulières, le plus souvent oblongues dans le sens de la longueur et ici et là en zigzag. Les taches à l'angle sont plus petites et disposées de manière régulière. Les lignes de croissance forment des stries longitudinales légèrement ondulées, traversées par de très faibles crêtes spiralées, qui deviennent robustes et proéminentes vers la base. La spire est largement conique, mais peu élevée, et assez fortement inclinée. Les whorl sont légèrement concaves au-dessus de l'angle, séparés par une suture imprimée bien définie, sculptés de trois sillons spiralés assez profonds, et traversés par de nombreuses stries obliques assez saillantes. L'intérieur de l'ouverture est rose.

## Distribution
Cette espèce marine est présente au large des Bahamas et de la Floride.

## Taxonomie

### Publication originale
L'espèce Conus ziczac a été décrite pour la première fois en 1816 par le zoologiste autrichien Johann Carl Megerle von Mühlfeld dans « Gesellschaft der Naturforschenden Freunde zu Berlin Magazin für die neuesten Entdeckungen in der gesammten Naturkunde »,.

### Synonymes
- Conus (Dauciconus) ziczac Megerle von Mühlfeld, 1816 · appellation alternative
- Poremskiconus ziczac (Megerle von Mühlfeld, 1816) · non accepté
- Purpuriconus ziczac (Megerle von Mühlfeld, 1816) · non accepté

### Sous-espèces
- Conus ziczac archetypus Crosse, 1865
- Conus ziczac ziczac Megerle von Mühlfeld, 1816